# The Boy Who Knew Too Much
The Boy Who Knew Too Much là album phòng thu thứ hai của ca sĩ nhạc pop Mika. Nó được phát hành ngày 21 tháng 9 năm 2009, bởi hãng Casablanca Records thuộc Universal Music Group. Album đã thành công, đi đến vị trí số 1 trên France Albums Charts, số 4 trên UK Albums Charts với trên 70.000 bản, và 19 ở Hoa Kỳ.

## Bối cảnh
Mika làm việc với nhà sản xuất Greg Wells, người cũng đã sản xuất album đầu tay của anh Life in Cartoon Motion. Album được viết trong phòng thu Olympic Studios, Luân Đôn, bắt đầu từ tháng 6 năm 2008. Tháng 9 năm 2008, anh chuyển đến Rocket Carousel Studios, Los Angeles để tiến hành thu âm. Mika mô tả về đề tài của album là đề cập về những năm tháng thời thiếu niên và có thể được xem là tiếp nối của album đầu tiên.
Album lúc đầu có tên gốc là We Are Golden sau khi đĩa đơn đầu tiên của album, "We Are Golden" ra mắt. Ngày 20 tháng 7 năm 2009 trong một cuộc phỏng vấn với DJ Jo Whiley trên BBC Radio 1, Mika tiết lộ anh đang dự định thay đổi tên album, vì anh muốn "thứ gì đó lố bịch hơn một chút." Ngày 6 tháng 8 năm 2009, tiêu đề album đã được xác nhận thay đổi thành The Boy Who Knew Too Much.
| Đánh giá chuyên môn  | Đánh giá chuyên môn |
| Nguồn đánh giá       | Nguồn đánh giá      |
| Nguồn                | Đánh giá            |
| -------------------- | ------------------- |
| Allmusic             | [ 7 ]               |
| The A.V. Club        | (A-)                |
| Entertainment Weekly | (A)                 |
| The Guardian         | [ 10 ]              |
| Los Angeles Times    | [ 11 ]              |
| The Observer         | [ 12 ]              |
| PopMatters           | [ 13 ]              |
| Rolling Stone        | [ 14 ]              |
| Slant                | [ 15 ]              |
| Spin                 | [ 16 ]              |
| The Times            | [ 17 ]              |

### Thiết kế bìa
Giống như album đầu tay của Mika, Life in Cartoon Motion, Chị gái Mika (làm việc dưới nghệ danh DaWack) là người vẽ bìa cho album cùng với Richard Hogg và Mika. Những hình ảnh lấy cảm hứng từ những cuốn truyện tranh trẻ em từ những năm 1940 đến những năm 1970.

## Đĩa đơn
- "We Are Golden" là đĩa đơn đầu tiên từ album. Nó được phát hành lần đầu trên sóng radio Anh trên kênh BBC Radio 2 ngày 20 tháng 7 năm 2009. Nó đạt được #4 trên UK Singles Chart.
- "Blame It on the Girls" là đĩa đơn ở Mỹ và Nhật thứ hai từ album.[19][20] Nó đạt vị trí quán quân ở Nhật Bản nhưng không đạt được thành tích nào ở Hoa Kỳ.
- "Rain" là đĩa đơn thứ hai ở Anh và Đức, phát hành ngày 23 tháng 11 năm 2009 ở cả dạng đĩa và download.[21][22][23] Nó đạt #72 trên UK Singles Chart, là đĩa đơn đầu tiên của Mika không lọt vào Top 40 ở quốc gia này. Ở Đức, nó đạt vị trí 56.[24]
- "Blame It on the Girls" đã được phát hành làm đĩa đơn Anh thứ ba ngày 15 tháng 2 năm 2010.[25] Nó cũng chỉ đạt vị trí #72 ở Anh, giống như đĩa đơn trước đó "Rain" của Mika.

## Các dạng đĩa và danh sách bài hát

### Phiên bản gốc
| STT | Nhan đề                 | Sáng tác                | Thời lượng |
| --- | ----------------------- | ----------------------- | ---------- |
| 1.  | "We Are Golden"         | Mika                    | 3:58       |
| 2.  | "Blame It on the Girls" | Mika                    | 3:33       |
| 3.  | "Rain"                  | Mika, Jodi Marr         | 3:43       |
| 4.  | "Dr John"               | Mika                    | 3:44       |
| 5.  | "I See You"             | Mika, Walter Afanasieff | 4:16       |
| 6.  | "Blue Eyes"             | Mika                    | 2:50       |
| 7.  | "Good Gone Girl"        | Mika, Jodi Marr         | 3:01       |
| 8.  | "Touches You"           | Mika                    | 3:19       |
| 9.  | "By the Time"           | Mika, Imogen Heap       | 3:21       |
| 10. | "One Foot Boy"          | Mika, Rob Davis         | 2:58       |
| 11. | "Toy Boy"               | Mika, Jodi Marr         | 2:58       |
| 12. | "Pick Up Off the Floor" | Mika                    | 3:22       |

| Bonus track trên iTunes | Bonus track trên iTunes | Bonus track trên iTunes | Bonus track trên iTunes |
| STT                     | Nhan đề                 | Sáng tác                | Thời lượng              |
| ----------------------- | ----------------------- | ----------------------- | ----------------------- |
| 13.                     | "Lady Jane"             | Mika                    | 3:20                    |

### Deluxe edition

#### Đĩa 1
| STT | Nhan đề                   | Sáng tác | Thời lượng |
| --- | ------------------------- | -------- | ---------- |
| 13. | "Lover Boy" (Bonus track) | Mika     | 3:13       |

| Bunus track trên iTunes | Bunus track trên iTunes | Bunus track trên iTunes | Bunus track trên iTunes |
| STT                     | Nhan đề                 | Sáng tác                | Thời lượng              |
| ----------------------- | ----------------------- | ----------------------- | ----------------------- |
| 14.                     | "Lady Jane"             | Mika                    | 3:20                    |

| Đĩa 2 – Mika trực tiếp tại Sadler’s Wells | Đĩa 2 – Mika trực tiếp tại Sadler’s Wells | Đĩa 2 – Mika trực tiếp tại Sadler’s Wells  | Đĩa 2 – Mika trực tiếp tại Sadler’s Wells |
| STT                                       | Nhan đề                                   | Sáng tác                                   | Thời lượng                                |
| ----------------------------------------- | ----------------------------------------- | ------------------------------------------ | ----------------------------------------- |
| 1.                                        | "Grace Kelly"                             | Mika, Jodi Marr, John Merchant, Dan Warner | 4:24                                      |
| 2.                                        | "Lady Jane"                               | Mika                                       | 3:04                                      |
| 3.                                        | "Stuck in the Middle"                     | Mika                                       | 6:06                                      |
| 4.                                        | "Lonely Alcoholic"                        | Mika                                       | 3:17                                      |
| 5.                                        | "Blue Eyes"                               | Mika                                       | 3:34                                      |
| 6.                                        | "Toy Boy"                                 | Mika, Jodi Marr                            | 3:55                                      |
| 7.                                        | "Billy Brown"                             | Mika                                       | 3:32                                      |
| 8.                                        | "Good Gone Girl"                          | Mika, Jodi Marr                            | 3:10                                      |
| 9.                                        | "Over My Shoulder"                        | Mika                                       | 4:11                                      |
| 10.                                       | "Big Girl (You Are Beautiful)"            | Mika                                       | 4:12                                      |
| 11.                                       | "Love Today"                              | Mika                                       | 3:45                                      |
| 12.                                       | "Blame It on the Girls"                   | Mika                                       | 6:18                                      |
| 13.                                       | "Happy Ending"                            | Mika                                       | 5:22                                      |
| 14.                                       | "Lollipop"                                | Mika                                       | 7:08                                      |
| 15.                                       | "My Interpretation"                       | Mika, Jodi Marr, Richie Supa               | 3:15                                      |
| 16.                                       | "Rain"                                    | Mika                                       | 5:07                                      |
| 17.                                       | "Relax, Take It Easy"                     | Mika                                       | 5:38                                      |

### American special edition
| Đĩa 2 (DVD) | Đĩa 2 (DVD)                                                      | Đĩa 2 (DVD)                                | Đĩa 2 (DVD) |
| STT         | Nhan đề                                                          | Sáng tác                                   | Thời lượng  |
| ----------- | ---------------------------------------------------------------- | ------------------------------------------ | ----------- |
| 1.          | "We Are Golden - The Making of" (video)                          |                                            |             |
| 2.          | "We Are Golden" (video)                                          |                                            |             |
| 3.          | "Documentary - Making of the Live Parc des Princes Show" (video) |                                            |             |
| 4.          | "Grace Kelly" (Live From Parc des Princes)                       | Mika, Jodi Marr, John Merchant, Dan Warner |             |
| 5.          | "Lollipop" (Live From Parc des Princes)                          | Mika                                       |             |
| 6.          | "Love Today" (Live From Parc des Princes)                        | Mika                                       |             |

### Japanese edition
| STT | Nhan đề                              | Sáng tác | Thời lượng |
| --- | ------------------------------------ | -------- | ---------- |
| 13. | "We Are Golden" (Phiên bản acoustic) | Mika     | 3:08       |

### Korean Special Tour Edition
| Disc 2 (CD) | Disc 2 (CD)                                                   | Disc 2 (CD) |
| STT         | Nhan đề                                                       | Thời lượng  |
| ----------- | ------------------------------------------------------------- | ----------- |
| 1.          | "Kick Ass (We Are Young)"                                     |             |
| 2.          | "We Are Golden (Calvin Harris Remix)"                         |             |
| 3.          | "Rain (Benny Benassi Remix)"                                  |             |
| 4.          | "Blame It On The Girls (Not The Starsmith Remix)"             |             |
| 5.          | "Poker Face (From Radio 1 Live Lounge)"                       |             |
| 6.          | "Kick Ass (Cutmore Remix)"                                    |             |
| 7.          | "Relax, Take It Easy (Ashley Beedle'S Castro Vocal Discomix)" |             |
| 8.          | "Grace Kelly (Tom Neville Full Vocal Remix)"                  |             |
| 9.          | "Love Today (Switch Remix)"                                   |             |
| 10.         | "Happy Ending (Kleerup Mix)"                                  |             |

## Xếp hạng
Album xuất hiện ngay ở vị trí #4 trên UK Albums Chart và trụ lại trong Top 40 trong 4 tuần.
Album xuất hiện ngay ở #1 trên French Albums Chart, trở thành album thứ hai liên tiếp của Mika dẫn đầu Bảng xếp hạng album Pháp. Album nhận được chứng nhận 2× Bạch kim với hơn 200.000 bản bán được tại đây. Ở Hoa Kỳ, album xuất hiện tại vị trí #19 trên Billboard 200.
Ở Ý, album là album Vàng với trên 50.000 bản bán được.
| Bảng xếp hạng (2009)                 | Vị trí cao nhất |
| ------------------------------------ | --------------- |
| Argentine Albums Chart               | 6               |
| Austrian Albums Chart                | 9               |
| Australian Albums Chart              | 10              |
| Belgian Flanders Albums Chart        | 3               |
| Belgian Wallonia Albums Chart        | 3               |
| Canadian Albums Chart                | 19              |
| Dutch Albums Chart                   | 5               |
| French Albums Chart                  | 1               |
| German Albums Chart                  | 6               |
| Irish Albums Chart                   | 14              |
| Italian Albums Chart                 | 10              |
| Mexican Albums Chart                 | 29              |
| New Zealand Albums Chart             | 30              |
| Norwegian Albums Chart               | 29              |
| Portuguese Albums Chart              | 17              |
| Spanish Albums Chart                 | 7               |
| Swiss Albums Chart                   | 2               |
| UK Albums Chart                      | 4               |
| U.S. Billboard 200                   | 19              |
| U.S. Billboard Top Electronic Albums | 5               |

| Bảng xếp hạng (2009)    | Vị trí |
| ----------------------- | ------ |
| European Top 100 Albums | 49     |
| Swiss Albums Chart      | 60     |

| Quốc gia                                                                           | Chứng nhận  | Số đơn vị/doanh số chứng nhận |
| ---------------------------------------------------------------------------------- | ----------- | ----------------------------- |
| Canada (Music Canada)                                                              | Vàng        | 40.000^                       |
| Bỉ (BEA)                                                                           | Bạch kim    | 0*                            |
| Pháp (SNEP)                                                                        | 3× Bạch kim | 300.000*                      |
| Ý (FIMI)                                                                           | Vàng        | 35.000*                       |
| Thụy Sĩ (IFPI)                                                                     | Vàng        | 15.000^                       |
| * Chứng nhận dựa theo doanh số tiêu thụ. ^ Chứng nhận dựa theo doanh số nhập hàng. |             |                               |

## Phát hành
| Quốc gia                               | Ngày                |
| -------------------------------------- | ------------------- |
| Hồng Kông (phiên bản số)               | 5 tháng 9 năm 2009  |
| Hà Lan                                 | 16 tháng 9 năm 2009 |
| Pháp                                   | 18 tháng 9 năm 2009 |
| Úc                                     | 18 tháng 9 năm 2009 |
| Đức                                    | 18 tháng 9 năm 2009 |
| Ý                                      | 18 tháng 9 năm 2009 |
| Ireland                                | 18 tháng 9 năm 2009 |
| Vương quốc Anh                         | 21 tháng 9 năm 2009 |
| Argentina                              | 21 tháng 9 năm 2009 |
| México                                 | 21 tháng 9 năm 2009 |
| Hàn Quốc (Regular & Deluxe Edition)    | 21 tháng 9 năm 2009 |
| Hoa Kỳ                                 | 22 tháng 9 năm 2009 |
| Brasil                                 | 22 tháng 9 năm 2009 |
| Canada                                 | 22 tháng 9 năm 2009 |
| Hàn Quốc (Korean Special Tour Edition) | 27 tháng 5 năm 2010 |